# 左小蕾
左小蕾（1953年9月—），女，汉族，湖北武汉人，中国经济学家，银河证券首席总裁顾问，湖北银行独立董事，国务院参事室特约研究员。